# Kościół św. Maurycego w Besançon
Kościół św. Maurycego (fr. Église Saint-Maurice) – rzymskokatolicka świątynia znajdująca się we francuskim mieście Besançon, stolicy regionu Burgundia-Franche-Comté.

## Historia
Pierwszy kościół w Besançon pod tym wezwaniem wzniesiono w IV wieku. Był on dwukrotnie niszczony i odbudowywany. Jest wzmiankowany w 1517 w metryce chrztu późniejszego kardynała Antoine’a Perrenota de Granvelle’a. W latach 1552–1556 przebudowano prezbiterium świątyni i jedną z kaplic bocznych. Na przełomie XVII i XVIII wieku odbyła się przebudowa kościoła, prace w korpusie nawowym, transepcie i prezbiterium zostały ukończone w 1714, a remont fasady ukończono 10 lat później, nadano jej styl nawiązujący do budownictwa jezuickiego. Ponowna renowacja miała miejsce w XIX wieku. 13 stycznia 1938 roku budynek wpisano do rejestru zabytków.

## Architektura i wyposażenie
Świątynia barokowa, trójnawowa, o układzie bazylikowym. W absydę wbudowana jest dzwonnica z 1713. Nawy boczne, w odróżnieniu od nawy głównej i transeptu, nie mają okien. Wnętrze zdobi ambona z płaskorzeźbami przedstawiającymi ewangelistów. Wykonane z drewna wyposażenie prezbiterium pochodzi z opactwa Notre-Dame-de-la-Charité w departamencie Górna Saona. Na emporze znajdują się organy z 1808 autorstwa Louisa Geiba de Bouxwillera. Instrument przebudowano w 1838, 1870, 1942, 1970 i 1999. Posiada trzy manuały i pedał.

## Galeria

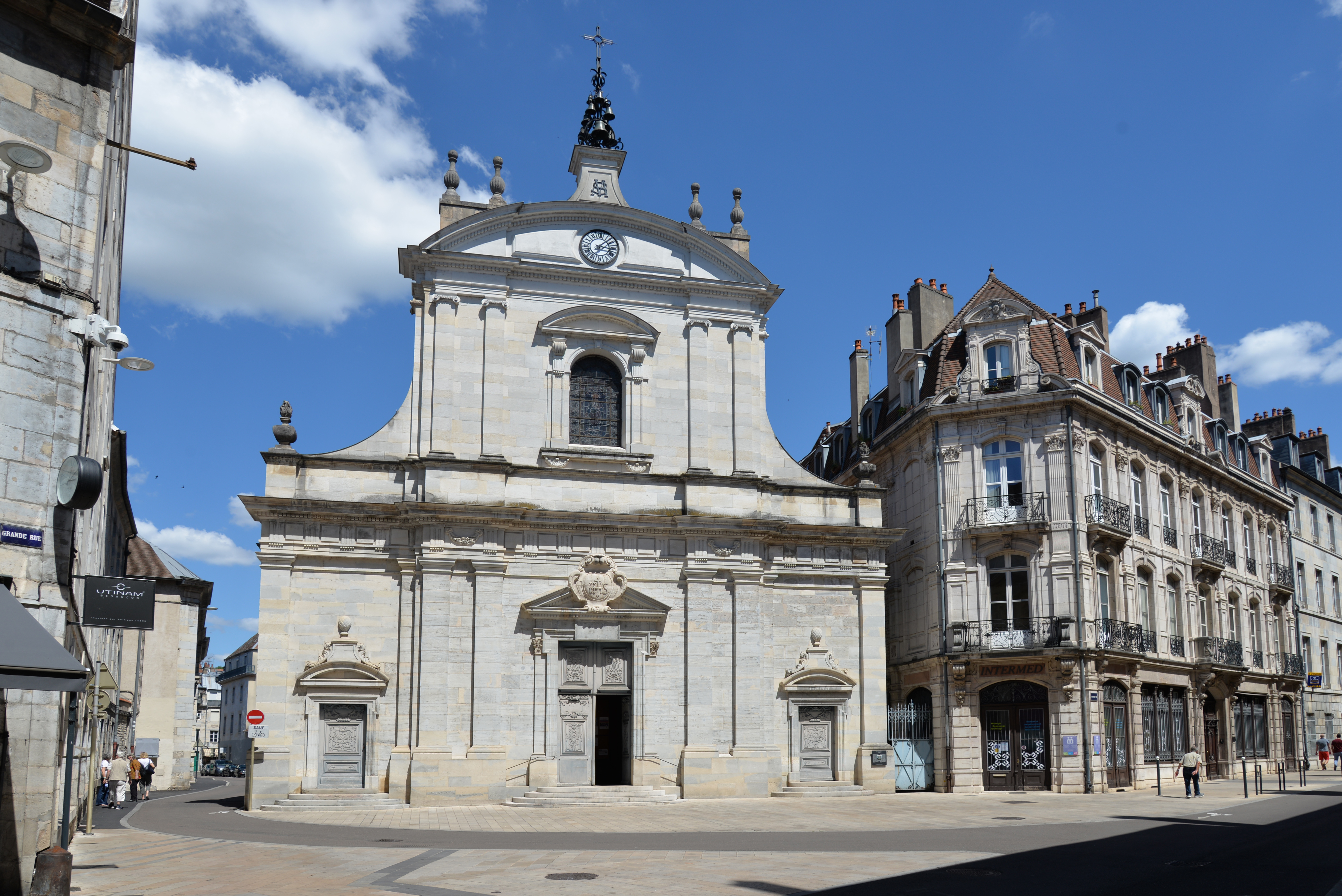
Fasada i okoliczne kamienice
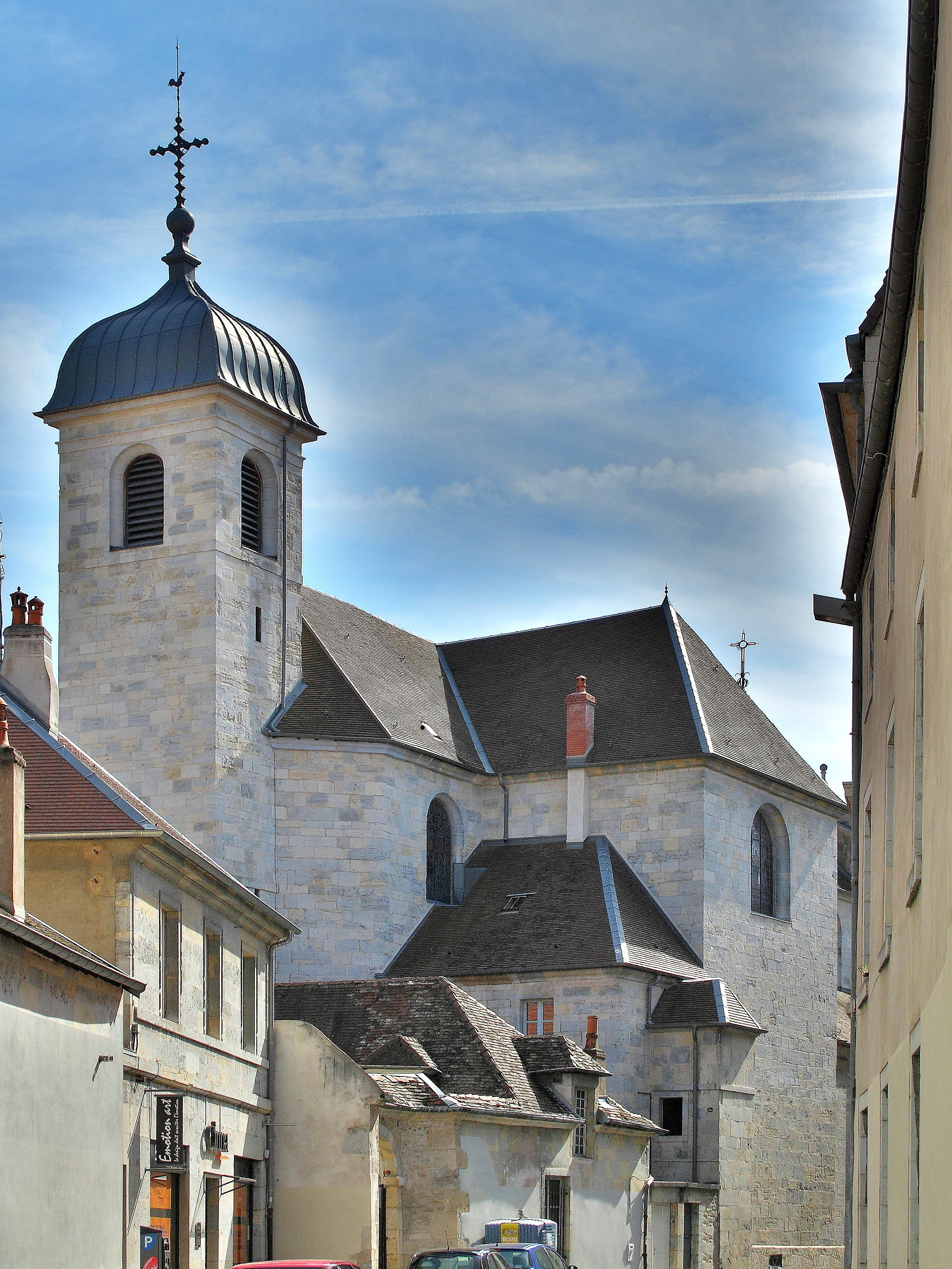
Widok na transept i dzwonnicę
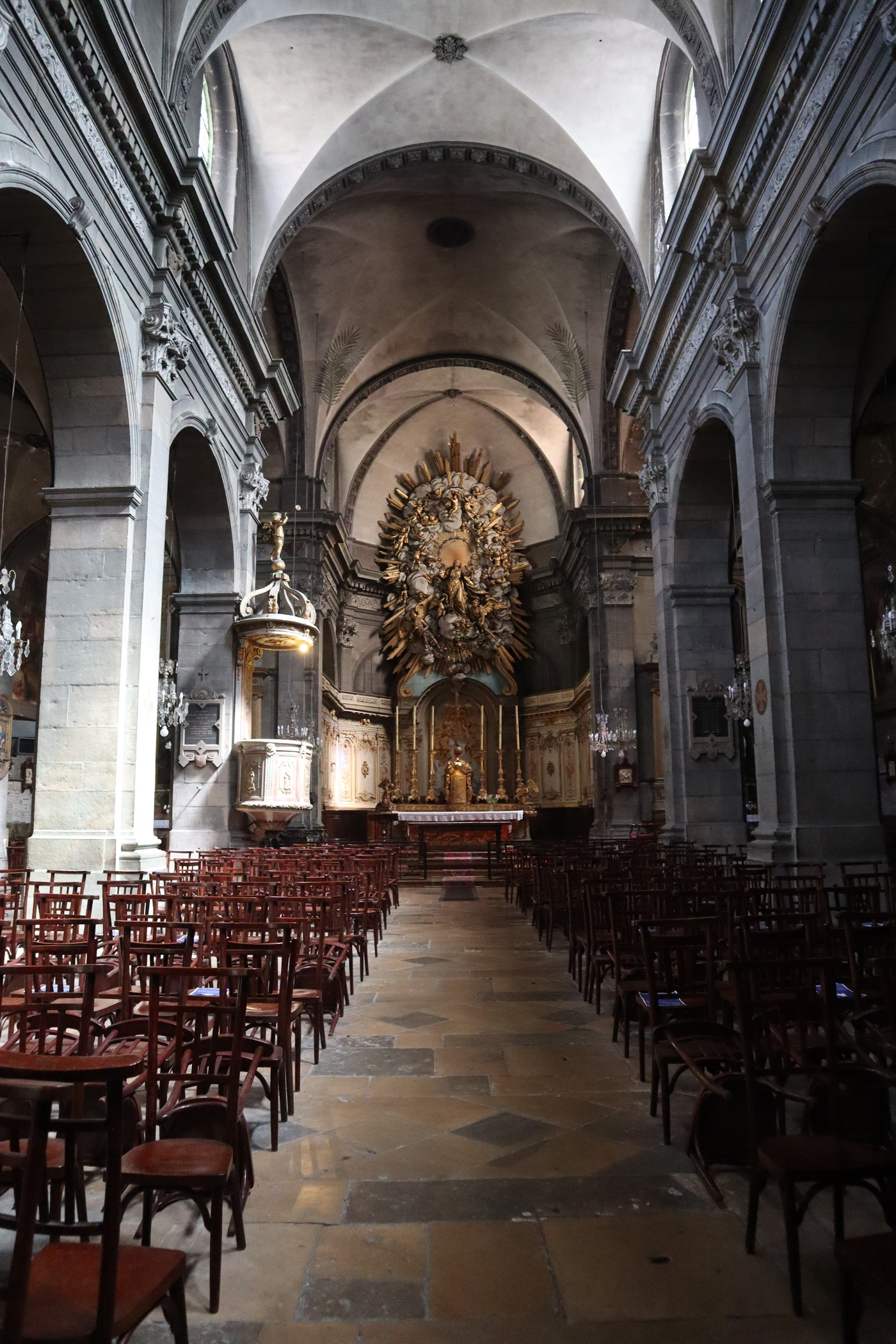
Wnętrze
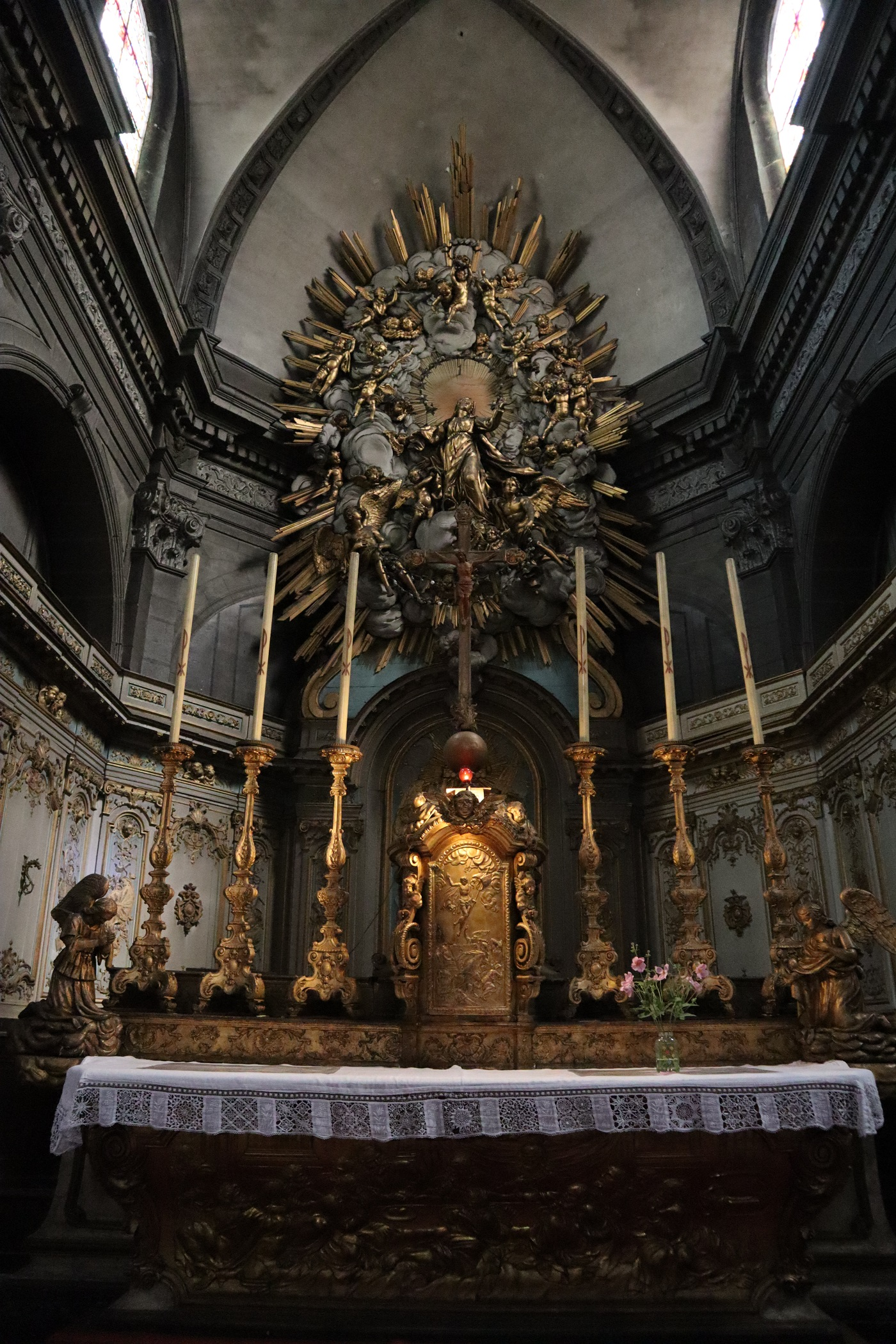
Ołtarz główny
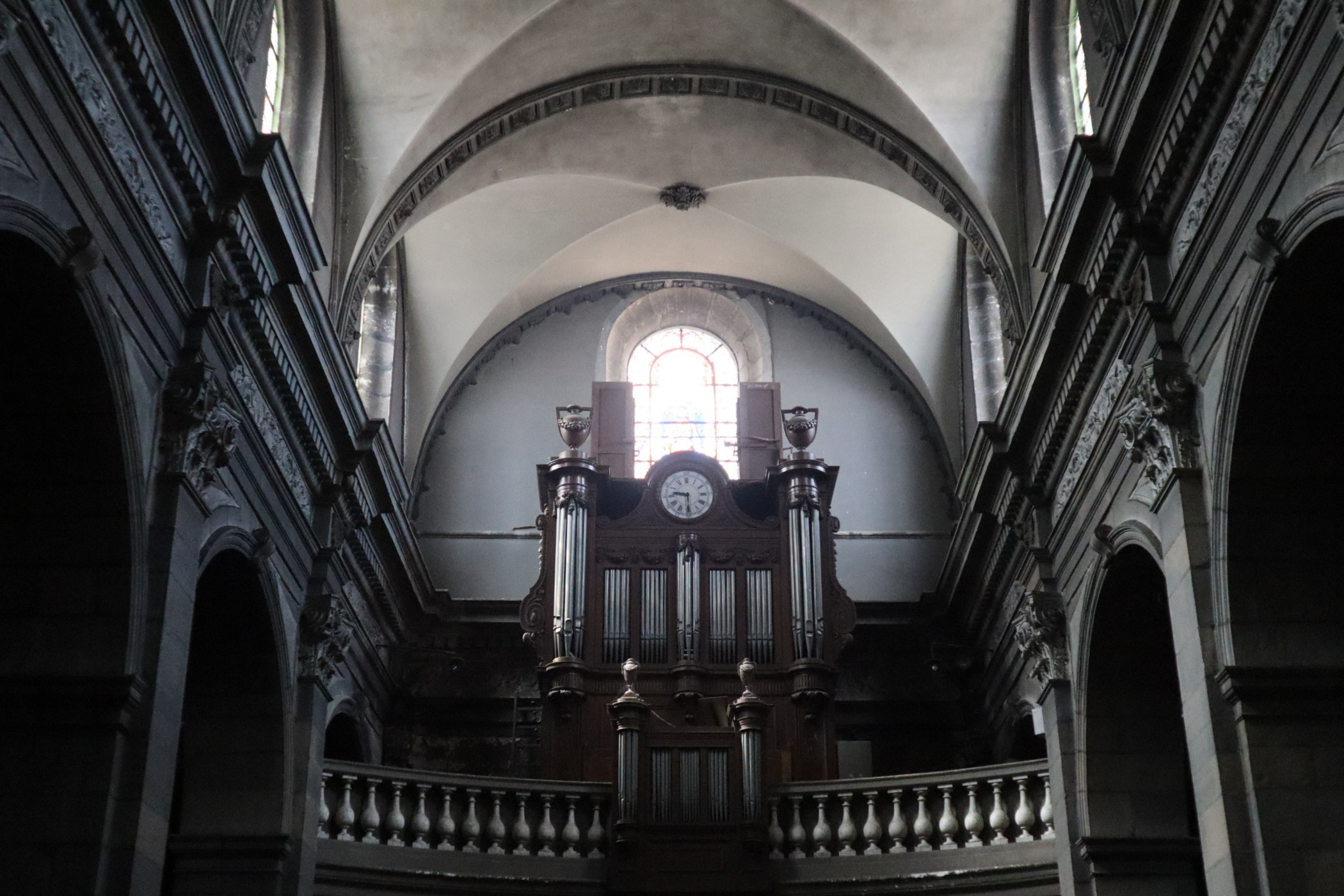
Organy
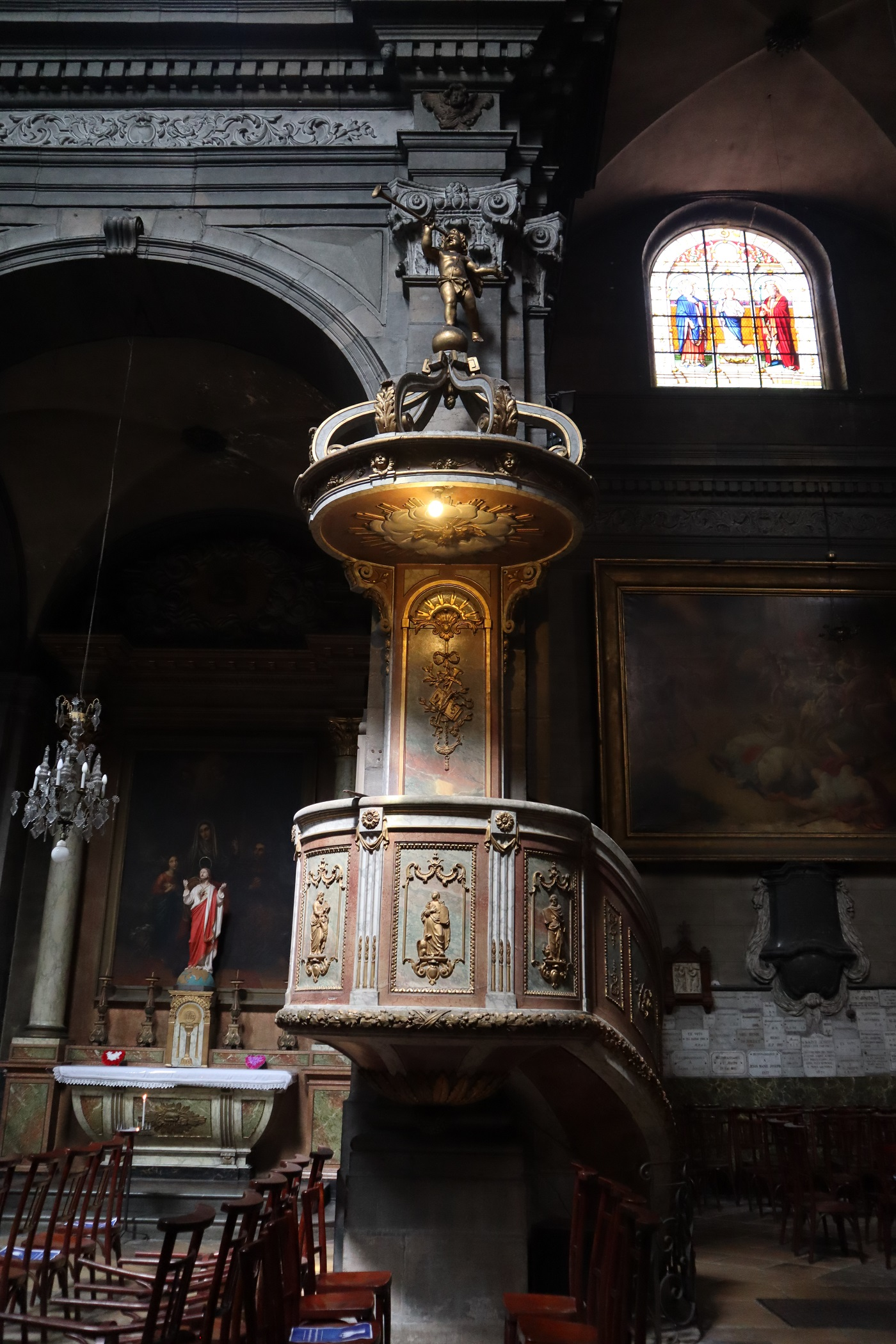
Ambona